# Stilpnogyne
Stilpnogyne là một chi thực vật có hoa trong họ Cúc (Asteraceae).

## Loài
Chi Stilpnogyne gồm các loài: